# Jack Galbraith
William Jackson „Jack” Galbraith (ur. 15 września 1906 w Knoxville, zm. 9 sierpnia 1994 w Williamsburgu) – amerykański gimnastyk, medalista olimpijski z IO w Los Angeles.
W 1929 ukończył studia w akademii wojskowej i rozpoczął służbę w United States Navy, ostatecznie osiągając stopień kontradmirała. W trakcie II wojny światowej przez ponad 3 lata był jeńcem japońskim, po tym jak zatonął jego okręt - "USS Houston". Został odznaczony Srebrną Gwiazdą, Presidential Unit Citation, Purpurowym Sercem i Brązową Gwiazdą. Na emeryturę przeszedł w 1959 roku.